# Илебники
Илебники — село в Шиловском районе Рязанской области в составе Занино-Починковского сельского поселения.

## Географическое положение
Село Илебники расположено на Окско-Донской равнине на левом берегу реки Средник в 34 км к северо-востоку от пгт Шилово. Расстояние от села до районного центра Шилово по автодороге — 44 км.
Село окружено большими лесными массивами. К юго-востоку от него — устье реки Лубонки, на правом берегу реки Средника — овраги Гремучка и Кушинный. Ближайшие населенные пункты — села Лубонос и Аделино, деревни Мунор и Погари.

## Население
| 1859 | 1897 | 1906 | 2010 |
| ---- | ---- | ---- | ---- |
| 678  | ↗787 | ↗857 | ↘76  |

По данным переписи населения 2010 г. в селе Илебники постоянно проживают 76 чел. (в 1992 — 110 чел.).

## Происхождение названия
Вплоть до начала XIX в. село упоминается в документах как Илемники. По мнению рязанских краеведов А. В. Бабурина и А. А. Никольского, эта, первоначальная форма названия, образована от слова ильмняк, ильмник — «ильмовый лес или роща». Илем, ильм — дерево из семейства вязовых.

## История
Впервые село Илебники упоминается в Рязанских писцовых книгах за 1629—1630 гг., где ему дается следующее описание: 
«В том селе на вопчей земле церковь Собор Архистратига Михаила древена, клетцки, а церковь и все церковное строенье мирских людей, а у церкви: двор поп Игнатей, двор пономарь Данилко Насонов, двор просвирница Устиньица. Пашни церковные худые земли 16 четвертей в поле, а в дву потомуж, сена по речке по Середенке 30 копен».
По окладным книгам 1676 г. при Архангельском храме в селе Илебники значится: 
«Церковные земли дачи помещиков 6 четвертей в поле, в дву потомуж, сенных покосов по старым окладным книгам на 20 копен, а по скаске попа Ивана те сенные покосы с крестьянскими покосы в прошлом 182 (1674) году отведены к вотчине государева духовника Благовещенскаго протопопа Андрея Савиновича к селу Починку (Занину). В приходе к той церкви в том селе Илемниках: двор помещиков, крестьянских 38 дворов, бобыльских 6 дворов». 
По окладу 1676 г. дани «с тое церкви положено платить 31 алтын 2 денги. А стараго окладу 26 алтын з денгою. И по новому окладу перед прежним прибыло 4 алтына з денгою».

Село Илебники находилось в это время в поместье у нескольких помещиков, владевших здесь «жеребьями» (долями), как это видно по переписным книгам Старорязанского стана за 1678 г.: 
«За Федором Юрьевым сыном Бельского в поместье: крестьянских и бобыльских 4 двора, а людей в них 17 человек, да в бегах 3 человека. За Никитою Даниловым сыном Глебова: двор помещиков, 5 дворов крестьянских, а людей в них 32 человека, 9 дворов бобыльских, а людей в них 30 человек и обоего за Микитою Глебовым в жеребье крестьянских и бобыльских 14 дворов, а людей в них 67 человек. За вдовою Анною Даниловою дочерью Васильевскою женою Петрова сына Вельяминова в жеребье: 5 дворов крестьянских, а людей в них 30 человек, 6 дворов бобыльских, а людей в них 12 человек и обоего крестьянских и бобыльских 11 дворов, а людей в них 42 человека, да вбегах 3 человека и двор пуст. За Ондреем Юрьевым сыном Бельскаго: 6 дворов крестьянских, а людей в них 25 человек, 3 двора бобыльских, а людей в них 8 человек и обоего 9 дворов, а людей в них 33 человека. За Павлом Юрьевым сыном Бельскаго: 1 двор крестьянской, а людей 10 человек, 2 двора бобыльских, а людей в них 2 человека и обоего крестьянских и бобыльских 3 двора, а людей в них 12 человек».

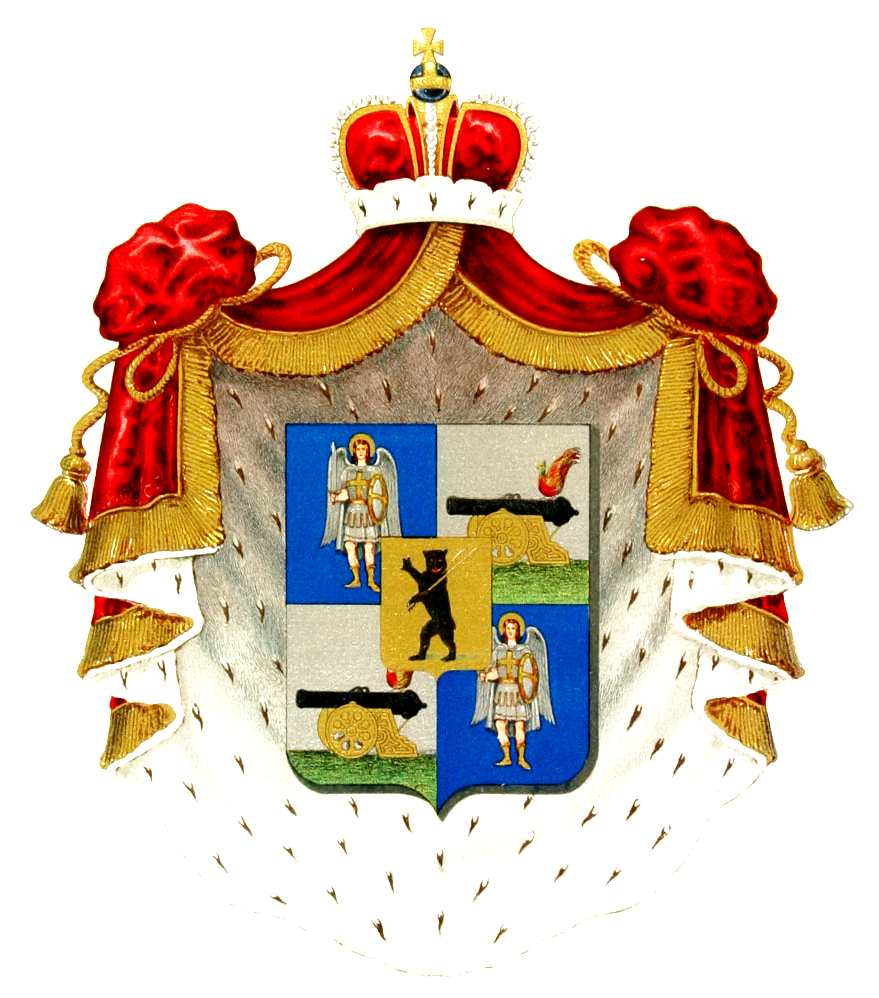
Герб рода князей Шаховских.

17 января 1813 г. старинный деревянный Архангельский храм в селе Илебники сгорел, час спустя после отпевания погребения. Пожар начался в алтаре, в том месте, где были положены ризы, в которых совершалось отпевание умершего. Рязанская Духовная Консистория посчитала, что виной пожара была небрежность причта и постановила оштрафовать его на 30 руб. в пользу сгоревшей церкви, а приход приписать к другому, ближайшему храму. Вместо сгоревшей церкви в селе была построена часовня, а само село Илебники в 1832 г. было приписано к приходу Троицкого храма в селе Лубонос.
Только в 1859 г., по инициативе и на средства местного землевладельца князя Шаховского, в селе Илебниках был построен новый деревянный на каменном фундаменте Архангельский храм. В 1861 г. в Илебниках была открыта церковно-приходская школа.
К 1891 г., по данным И. В. Добролюбова, в приходе к Архангельской церкви села Илебники, помимо самого села, числилась деревня Мунор, в коих насчитывалось всего 174 двора, и проживало 658 душ мужского и 626 душ женского пола, в том числе грамотных 48 мужчин и 5 женщин.
Тяжелые условия жизни и труда подталкивали крестьян села Илебники к революционным выступлениям. Так, во время 1-й русской революции, в марте 1907 г. местные крестьяне потребовали от священника уменьшить плату за требы, а затем попытались разгромить его усадьбу, из-за чего произошли столкновения с полицией.
В июне 1917 г. крестьяне села Илебники самовольно поделили на сенокосы поляны в помещичьем лесу. А в сентябре 1917 г. крестьяне села Илебники и деревень Мунор и Сергиевка приступили к самовольной порубке помещичьего леса. О действиях «граждан крестьян» стало известно начальнику Касимовской уездной милиции, который принял соответствующие меры к «прекращению самоуправства». Но крестьяне милиционерам не подчинились и нанесли «оскорбление действием» помощнику управляющего имением и лесному сторожу.
4 августа 2013 г. в селе Илебники силами спонсоров и местных жителей построена и освящена часовня во имя мучеников Флора и Лавра. Освящал часовню преосвященный Дионисий, епископ Касимовский и Сасовский.
Выселками из села Илебники является деревня Мунор Шиловского района Рязанской области.

## Транспорт
Село Илебники имеет выезд на проходящую поблизости автомобильную дорогу регионального значения Р125: «Ряжск — Касимов — Нижний Новгород». В 1 км к юго-востоку от села расположен остановочный пункт «Илебники» железнодорожной линии «Шилово — Касимов» Московской железной дороги.

## Достопримечательности
- Часовня во имя святых мучеников Флора и Лавра. Построена в 2013 г.[10]